# Bemisia
Genre
Bemisia est un genre d'insectes de l'ordre des hémiptères (les hémiptères sont caractérisés par leurs deux paires d'ailes dont l'une, en partie cornée, est transformée en hémiélytre).

## Liste des espèces
Liste très probablement incomplète.
- Bemisia argentifolii (Bellows et al.,1994)
- Bemisia giffardi (Kotinsky, 1907)
- Bemisia tabaci (Gennadius, 1889) - aleurode du tabac